# Flöhe
Flöhe (Siphonaptera) bilden eine Ordnung in der Klasse der Insekten und gehören zur Gruppe der holometabolen Insekten. Von den etwa 2400 Arten der Flöhe sind etwa 80 Arten in Mitteleuropa nachgewiesen und 72 auch in Deutschland. Die Tiere zählen zu den Parasiten.
Die größten Arten sind der nordamerikanische Hystrichopsylla schefferi (Chapin, 1919), der auf dem Stummelschwanzhörnchen parasitiert und mehr als 9 Millimeter Körperlänge erreicht, und der bis 6 Millimeter große Maulwurfsfloh (Hystrichopsylla talpae Curtis, 1826), der auf dem Europäischen Maulwurf (Talpa europaea Linnaeus, 1758) parasitiert. Der etwas kleinere Menschenfloh (Pulex irritans) wird bis 4 Millimeter groß und ähnelt äußerlich anderen den Menschen befallenden Floharten wie dem Tropischen Rattenfloh (Xenopsylla cheopis), dem Nördlichen Rattenfloh (Nosopsyllus fasciatus), dem  Hundefloh (Ctenocephalides canis)  oder dem  Katzenfloh (Ctenocephalides felis).

## Merkmale
Flöhe besitzen keine Flügel. Dies erklärt den zweiten Teil des wissenschaftlichen Namens, der sich aus altgriechisch σίφων síphōn ‚Röhre, Heber, Spritze‘ sowie ἄπτερος ápteros ‚ungeflügelt‘ zusammensetzt. Stattdessen haben sie aber zur schnellen Fortbewegung kräftige Hinterbeine, die ihnen weite Sprünge von fast einem Meter erlauben. Die Schnellbewegung der Sprungbeine gilt als eine der schnellsten Bewegungen im gesamten Tierreich. Um diese zu erreichen, würde die Kontraktionsgeschwindigkeit der Muskeln nicht ausreichen. Daher besitzen Flöhe in ihren Beinen sogenannte Resilinpolster: Resilin ist ein elastisches Protein, das vor dem Sprung wie ein Bogen gespannt werden kann und dem Floh auf diese Weise sehr weite und hohe Sprünge ermöglicht. Der Sprung eines Flohs ist ungerichtet.
Charakteristisch für Flöhe ist ihr seitlich abgeplatteter Körper, der es ihnen erleichtert, sich im Fell zwischen den Haaren fortzubewegen. Die Körperlänge der meisten Arten liegt zwischen 1,5 und 4,5 Millimeter. In Deutschland ist die größte Art der Maulwurfsfloh (Hystrichopsylla talpae) (Curtis, 1826), der auf dem Europäischen Maulwurf parasitiert und eine Länge von 6 Millimeter erreicht. Die nahe verwandte Art Hystrichopsylla schefferi, 1919 ist mit einer maximalen Länge von mehr als 9 Millimeter der größte rezente Floh gemessen, parasitiert das nordamerikanische Stummelschwanzhörnchen. Flöhe besitzen keine Facettenaugen, sondern ein Paar einlinsige Punktaugen. Die Mundwerkzeuge sind zu einem kombinierten Stech- und Saugrüssel umfunktioniert (daher der erste Teil des wissenschaftlichen Namens dieser Ordnung: siphon, griech. „Rohr, Röhre“). Beim Saugen führt der Floh einen regelrechten Kopfstand aus.
Flöhe besitzen einen sehr harten Chitinpanzer, der es sehr schwer macht, sie zu zerdrücken. Ein Zerreiben ist hingegen eher möglich, man kann sie auch mit dem Fingernagel zerknacken. Am Körper und an den Beinen haben sie nach hinten gerichtete Borsten und Zahnkämme (Ctenidien), die es – zusammen mit den Krallen an den Beinen – schwer machen, Flöhe aus den Haaren zu kämmen.

## Lebensweise
Flöhe sind Parasiten, die von warmblütigen Tieren leben, wobei 94 Prozent aller Arten auf Säugetieren parasitieren und etwa 6 Prozent auf Vögeln. Flöhe haben zwar Vorlieben für bestimmte Wirtstiere, sind aber nicht ausschließlich auf diese angewiesen. Vielmehr scheinen Flöhe eine größere Bindung zu ihren Nestern (Tiernester, aber auch Polster, s. u.) zu haben als zu ihren Wirten.

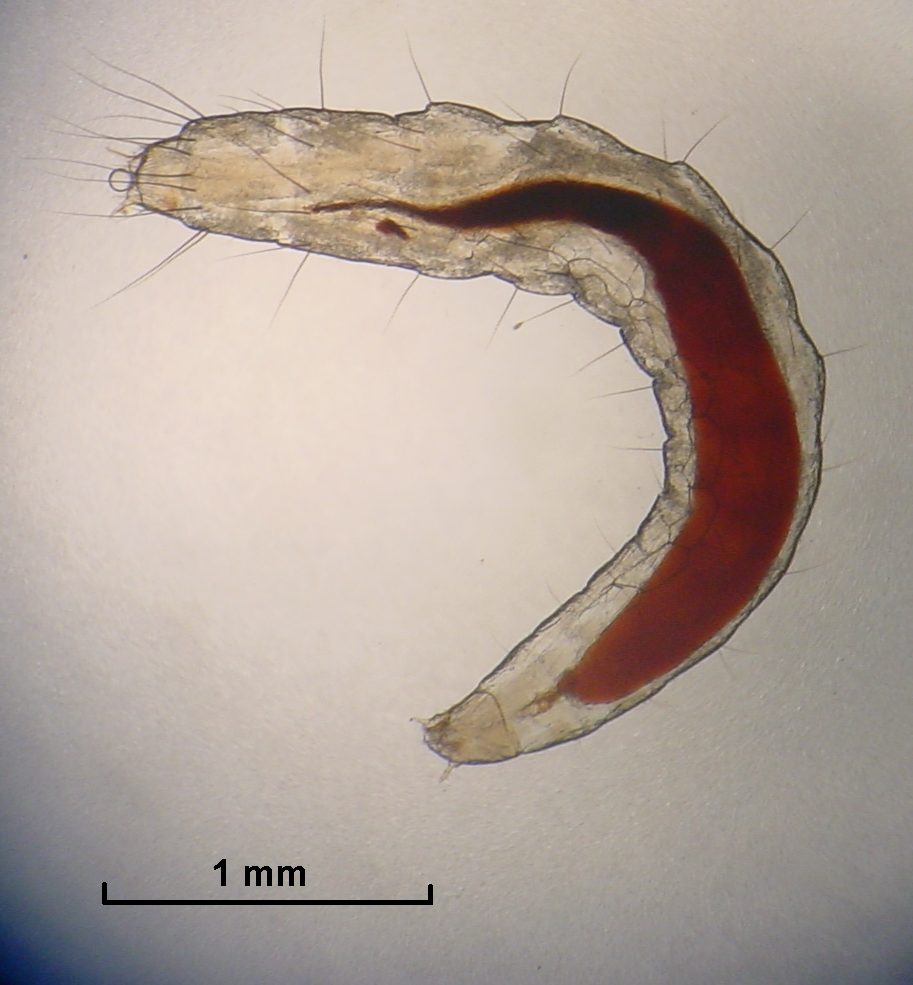
Flohlarve

Somit wird der Mensch auch von anderen Floharten als dem Menschenfloh (Pulex irritans Linnaeus, 1758) befallen. Haustierbesitzer sollten auch um ihrer eigenen Gesundheit willen darauf achten, dass ihre Tiere frei von Flöhen sind.
Flöhe werden durch das Kohlenstoffdioxid der Atemluft, Wärme und Bewegung von Tieren angelockt. Nach einer üppigen Mahlzeit kommen Flöhe bis zu zwei Monate ohne Nahrung aus.
In Wohnungen fühlen sich Flöhe in Teppichen und Polstermöbeln wohl, wo sie auch die meiste Zeit verbringen. Nur zum Blutsaugen suchen sie den Menschen auf.
Ein Floh kann maximal 1½ Jahre alt werden. Die Lebensdauer des ausgewachsenen Rattenflohs beträgt fünf bis sechs Wochen. Die Larvenentwicklung dauert je nach Temperatur acht Tage (warme Zimmertemperatur) bis zu einem Jahr. Es gibt drei Larvenstadien und ein ruhendes Puppenstadium.
Nach ihrem Verhalten werden die Flöhe in zwei Gruppen eingeteilt: Nestflöhe und Pelzflöhe. Die Nestflöhe bleiben stationär in der Nähe des Schlafplatzes ihres Wirtes in dunkler und trockener Umgebung. Sie kommen des Nachts aus ihrem Versteck, befallen den Wirt und verschwinden wieder im Versteck, wo sie ihre Eier legen. Sie sind extrem lichtscheu und lieben keine Ortsveränderung. Man findet sie daher nur sehr selten auf Kleidung, die in Gebrauch ist. Kennzeichnend ist, dass der Wirt wahllos über den ganzen Körper von Stichen (Flohstiche, genannt auch Flohbisse) befallen ist. Bekanntester Vertreter ist der Menschenfloh, der sich tagsüber an den dunklen Stellen des Bettes aufhält. Die Pelzflöhe hingegen bleiben auf ihrem Wirt sitzen und wandern mit ihm mit. Sie vertragen daher Licht ohne weiteres sehr gut, springen auch Menschen an und setzen sich in deren Kleidung fest. Aber Menschenblut nehmen sie nur ausnahmsweise, wenn keine Ratten mehr zur Verfügung stehen.
Die Larven der Flöhe ernähren sich meist von zerfallenden organischen Stoffen in der Nähe ihrer späteren Wirte. Zu ihrer Nahrung kann auch der Kot erwachsener Flöhe zählen. Erwachsene Flöhe schlüpfen erst in Anwesenheit eines Wirts aus ihrem Kokon.

## Fortpflanzung
Die Fortpflanzung setzt einen bestimmten Temperaturbereich voraus. Fällt die Temperatur auf 5 °C und darunter, wird die Fortpflanzung eingestellt, bereits unter 10 °C nimmt sie signifikant ab. Das bedeutet aber nicht, dass sich Flöhe in den gemäßigten und nördlichen Breiten im Winter nicht vermehren. Sie pflanzen sich dort in Wohnungen und Ställen das ganze Jahr über fort.
Die Männchen besitzen spezielle Klammerorgane, die sie bei der Kopulation einsetzen. Das Weibchen legt die relativ großen Eier in Eipaketen zu etwa 10 Stück ab und muss zwischendurch immer wieder neue Nahrung zu sich nehmen. Während ihres Lebens können Weibchen etwa 400 Eier legen. Die Larven besitzen weder Beine noch Augen und sind mit Borsten bedeckt. Die Entwicklung verläuft im Nest des Wirtes und dauert etwa zwei bis vier Wochen. Dabei ernähren sich die Larven von den Ausscheidungen der erwachsenen Tiere. Da es sich hierbei um eingetrocknetes Blut handelt, lässt sich anhand dieses Flohkotes ein Befall effektiv nachweisen. Hierzu werden die mittels eines Flohkammes ausgekämmten Bestandteile auf eine weiße saugfähige Unterlage (Zellstoff, Kissenbezug oder Ähnliches) gegeben und leicht befeuchtet. Durch seinen Blutgehalt wischt die Ausscheidung des Parasiten rötlich aus.
Weibliche Flöhe haben eine Samentasche, in die das Männchen sein Ejakulat mit Druck einspritzt. Dort bleibt es so lange gespeichert, bis das Weibchen geeignete Bedingungen für die Eiablage vorfindet. Erst dann fließt die Samenflüssigkeit durch Kapillarwirkung aus der Samentasche.

## Schadwirkung beim Menschen

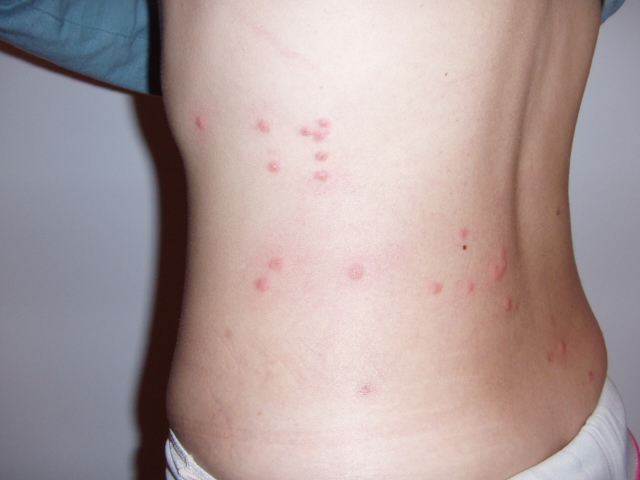
Flohstiche

Mehrfacher Flohstich beim Menschen, aufgekratzt und leicht entzündet

Springt ein Vertreter dieser Arten auf den Menschen über, so verursacht er dort durch seinen Stich eine kleine Wunde mit einem mehr oder minder intensiven und großflächigen Juckreiz, der in der Regel dazu führt, dass die Menschen nachts unbemerkt daran kratzen. Das Ergebnis sind offene Stellen in der Haut, die sich auch entzünden können. Charakteristisch ist, dass die Stiche fast immer in Reihen liegen, weil die Flöhe leicht irritiert werden bzw. Probestiche vornehmen.
Durch Flohstiche können Bakterien (z. B. Streptokokken und Staphylokokken) übertragen werden, die möglicherweise verstärkt durch das Kratzen bei Juckreiz zu Entzündungen an der Stichstelle führen.
Der Menschenfloh (Pulex irritans) kann in seltenen Fällen durch seinen Stich die Pest auf mechanischem Wege übertragen. Speziell der Rattenfloh (Xenopsylla cheopis), der Pestfloh, ist durch seinen Stich schon lange als biologischer Überträger der Pest bekannt (siehe auch Infektionsweg). Hunde- und Katzenflöhe bleiben in der Regel auf ihren üblichen Wirten, doch bei engerem Zusammenleben gehen sie auch gerne auf den Menschen über.
Von tropischen Floharten können die Erreger von Pest, Tularämie und murinem bzw. endemischem Fleckfieber (Erreger: Bakterium Rickettsia mooseri, Vektor: in erster Linie Ratten- und flohähnliche Mäuseflöhe (Leptinus testaceus) Mueller) übertragen werden. Eine direkte Übertragung von Mensch zu Mensch ist bei diesen Flöhen nicht möglich.

## Bekämpfung

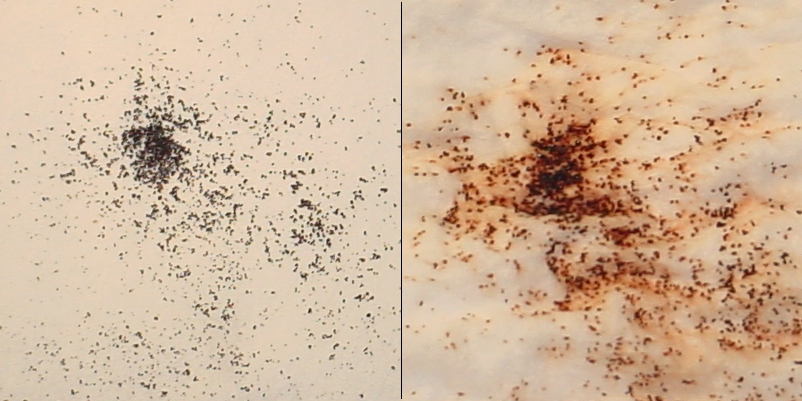
Linke Bildhälfte: ausgekämmter Flohkot; rechte Bildhälfte: rötliches Auswischen des befeuchteten Flohkotes

Gegen adulte Flöhe bei Tieren gibt es zahlreiche Wirkstoffe, die entweder zur äußeren (Spray, Spot-on, Puder, Halsband) oder zur inneren Anwendung bestimmt sind. Äußerlich werden Insektizide wie Fipronil, Imidacloprid, Metaflumizon, Nitenpyram, Selamectin angewendet. Zur inneren Anwendung in Tablettenform sind bei Tieren Wirkstoffe wie Fluralaner oder Spinosad zugelassen. Zur Verhinderung der Larvenentwicklung in befallenen Tieren eignen sich Chitininhibitoren wie Lufenuron.
Darüber hinaus sollte eine Behandlung der Umgebung des Tieres, vor allem des Liegeplatzes und bevorzugter Aufenthaltsorte, erfolgen, da sich Flöhe nicht permanent auf dem Tier aufhalten und die Wirksamkeit der am Tier angewendeten Wirkstoffe auf diesen Teil der Flohpopulation begrenzt ist. Die Umgebungsbehandlung erfolgt durch regelmäßiges Wischen, Staubsaugen und Waschen von Decken und Teppichen, unterstützt durch eine chemische Flohbekämpfung mit Chlorpyrifos, Permethrin, Propoxur, Fenoxycarb, Methopren bzw. Kombinationen dieser Wirkstoffe.

## Flöhe als Attraktion
Noch in der Mitte des 20. Jahrhunderts waren Flohzirkusse eine große Attraktion. Gewöhnlich wurden Menschenflöhe (Pulex irritans) als „Artisten“ eingesetzt. Weibliche Tiere wurden bevorzugt, da sie größer und sowohl für das Publikum als auch den Dompteur besser sichtbar sind. Der Marburger Gelehrte Otto Philipp Zaunschliffer schrieb humoristische Werke über Flöhe. Ebenso hat der Orientalist Enno Littmann durch seine kleine Sammlung von Geschichten und Liedern über den Floh (Vom morgenländischen Floh. Dichtung und Wahrheit über den Floh bei Hebräern, Syriern, Arabern, Abessiniern und Türken, Leipzig 1925) dem Tier eine amüsante Schrift gewidmet.

## Systematik der Flöhe

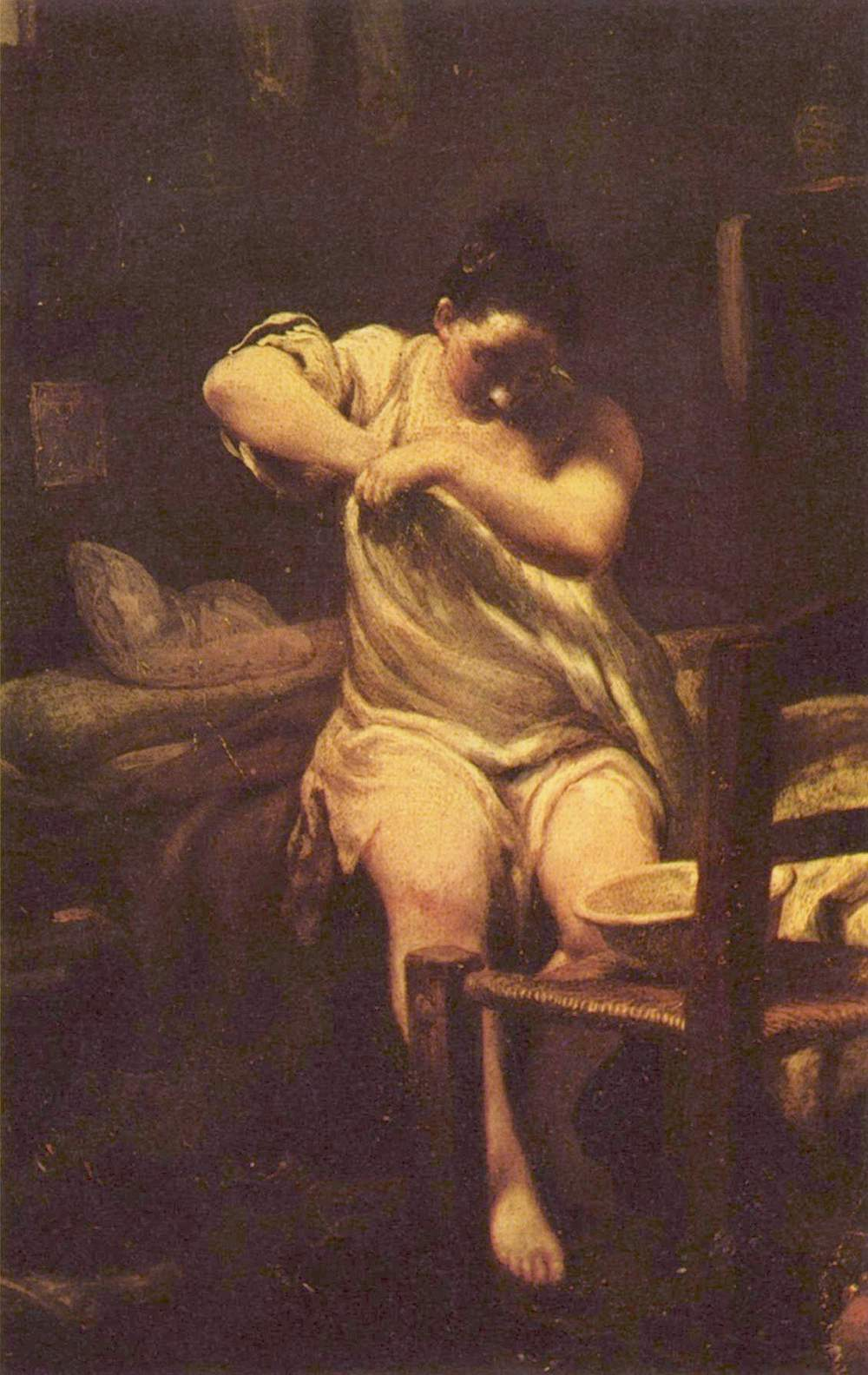
Flohsucherin, Giuseppe Maria Crespi, um 1709

Die in Deutschland vorkommenden 72 Arten der Flöhe werden sechs Familien in vier Überfamilien zugeordnet:
Ordnung (Ordo)
- Überfamilie (Superfamilia)
  - Familie (Familia)
    - Art (Spezies)

Flöhe
- Pulicoidea
  - Pulicidae
    - Igelfloh – Archaeopsylla erinacei (Bouché, 1835)
    - Hundefloh – Ctenocephalides canis (Curtis, 1826)
    - Katzenfloh – Ctenocephalides felis (Bouché, 1835)
    - Menschenfloh – Pulex irritans Linnaeus, 1758
    - Kaninchenfloh – Spilopsyllus cuniculi Dale, 1878
    - Rattenfloh – Xenopsylla cheopis (Rothschild, 1903)

  - Tungidae (Sandflöhe)
    - Tunga penetrans Linnaeus, 1758
    - Hectopsylla narium
- Vermipsylloidea
  - Vermipsyllidae
    - Dachsfloh – Chaetopsylla trichosa Kohaut, 1903
    - Fuchsfloh – Chaetopsylla globiceps Taschenberg, 1880
- Ceratophylloidea
  - Ceratophyllidae
    - Taubenfloh – Ceratophyllus columbae Gervais, 1844
    - Hühnerfloh oder Vogelfloh – Ceratophyllus gallinae Schrank, 1803
    - Leptopsylla segnis (auf Hausmaus)
    - Eichhörnchenfloh – Monopsyllus sciurorum Schrank, 1803
    - Paraceras melis Walker, 1856 (auf Dachsen)
    - Peromyscopsylla bidentata (auf Rötelmaus, Wühlmäusen u.A.)
    - Peromyscopsylla fallax (auf Rötelmaus)
    - Peromyscopsylla silvatica (auf Rötelmaus, Wühlmäusen u.A.)

  - Ischnopsyllidae
    - Ischnopsyllus elongatus (auf Abendseglern u.A.)
    - Ischnopsyllus hexactenus (auf Langohr, Mopsfledermaus u.A.)
    - Ischnopsyllus intermedius (auf Mausohr, Breitflügelfledermaus u.A.)
    - Ischnopsyllus octactenus (auf Zwergfledermaus u.A.)
    - Ischnopsyllus simplex (auf Fransenfledermaus, Bartfledermaus u.A.)
    - Ischnopsyllus variabilis (auf Zwergfledermaus u.A.)
    - Nycteridopsylla dictena (auf Fledermäusen)
    - Nycteridopsylla eusarca (auf Abendseglern u.A.)
    - Nycteridopsylla longiceps (auf Zwergfledermaus u.A.)
    - Nycteridopsylla pentactena (auf Mopsfledermaus, Langohr u.A.)
    - Hufeisennasenfloh – Rhinolophopsylla unipectinata (Taschenberg, 1880) (auf Hufeisennasen)
- Hystrichopsylloidea
  - Hystrichopsyllidae
    - Maulwurfsfloh – Hystrichopsylla talpae (Curtis, 1826)
    - Palaeopsylla kohauti (an Maulwurf u.A.)
    - Kleiner Maulwurfsfloh – Palaeopsylla minor (an Maulwurf)
    - Spitzmausfloh – Palaeopsylla soricis Dale, 1878
    - Typhloceras poppei (auf Waldmaus u.A.)

  - Ctenophthalmidae
    - Ctenophthalmus agyrtes (auf Maulwürfen, Wühlmäusen u.A.)
    - Ctenophthalmus assimilis (auf Feldmaus und auch Maulwürfen)
    - Ctenophthalmus bisoctodentatus (auf Maulwürfen)
    - Ctenophthalmus congener (auf Rötelmaus, Erdmaus, Wühlmäusen u.A.)
    - Ctenophthalmus orientalis (auf Zieseln, Maulwürfen u.A.)
    - Ctenophthalmus orphilus (auf Wühlmäusen in den Alpen)
    - Ctenophthalmus solutus (auf Gelbhalsmaus u.A.)
    - Ctenophthalmus uncinatus (auf Rötelmaus u.A.)
    - Doratopsylla dasycnema (auf Spitzmäusen)

## Fossile Belege
Der älteste fossile Beleg ist ein etwa zwei Zentimeter langer Floh aus dem Jura Chinas. Die kräftigen Mundwerkzeuge deuten auf einen Wirt mit einer relativ dicken Haut. Fossile Flöhe des Mesozoikums sind überdies aus der Unterkreide Australiens bekannt. Darüber hinaus wurden Einschlüsse in Bernstein verschiedener tertiärer Lagerstätten beschrieben. Während einige morphologische Merkmale der mesozoischen Flöhe sich noch deutlich von denen ihrer rezenten Verwandten unterscheiden, sind die wenigen (Stand 2015: 6 Exemplare) Flöhe aus dem eozänen Baltischen Bernstein und dem etwas jüngeren Bitterfelder Bernstein (sämtlich zur Gattung Palaeopsylla gestellt) den heutigen Vertretern ihrer Gattung sehr ähnlich. Als deren Wirte werden die im Tertiär weit verbreiteten kleinen Insektenfresser, wie Spitzmäuse oder Maulwürfe, angesehen. Weitere drei Exemplare sind in dem etwas jüngeren Dominikanischen Bernstein gefunden worden.

## Sprichwörter, Redensarten, Metaphern
Die über lange Zeiten große Nähe der Menschen zu diesen kleinen Quälgeistern führte zu zahlreichen Sprichwörtern, Sprachbildern und Ausdrücken:
- Jemandem einen Floh ins Ohr setzen (= ihm ein Vorhaben suggerieren)
- Der Floh ärgert den Löwen mehr als der Löwe den Floh.
- Ein morgens geborener Floh ist mittags schon Großmutter. (aus Frankreich: Üble Nachrede verbreitet sich rasend.)
- (Einen) Sack Flöhe (hüten zu müssen) (= eine überkomplizierte Aufgabe bekommen zu haben)
- Die Flöhe husten hören (eine hohe (auch eingebildete) Fähigkeit zur Vorahnung)
- Ein lästiger Floh, lästig wie ein Floh
- Flohzirkus (wie „Affenzirkus“ – ein großes Durcheinander)
- Wessen Landsmann ist der Floh? Er ist 'braun' und schweigt. (= Braunschweiger)
- Flohmarkt (etymologisch zurückzuführen auf mittelalterliche Märkte, auf denen Flöhe beim Handel mit gebrauchten Kleidungsstücken den Wirt wechselten)
- (noch im 19. Jahrhundert für Stoffe ganz gebräuchlich:) flohfarben (= schwarzbraun)[18]